# Team Sunweb/2017
Deze pagina geeft een overzicht van de Team Sunweb-wielerploeg in 2017.

## Algemeen
Algemeen managerIwan Spekenbrink
TeammanagerRudi Kemna
PloegleidersMorten Bennekou, Sebastian Deckert, Arthur van Dongen, Adriaan Helmantel, Marc Reef, Luke Roberts, Dirk Rueling, Hans Timmermans, Aike Visbeek, Hendrik Werner
FietsmerkGiant
KopmannenWarren Barguil, Tom Dumoulin, Wilco Kelderman, Michael Matthews

## Renners
| Naam                  | Geboortedatum     | Nationaliteit    | Ploeg 2016                | Ploeg 2018               |
| --------------------- | ----------------- | ---------------- | ------------------------- | ------------------------ |
| Nikias Arndt          | 18 november 1991  | Duitsland        |                           |                          |
| Warren Barguil        | 28 oktober 1991   | Frankrijk        |                           | Fortuneo-Oscaro          |
| Phil Bauhaus          | 8 juli 1994       | Duitsland        | Bora-Argon 18             |                          |
| Roy Curvers           | 27 december 1979  | Nederland        |                           |                          |
| Laurens ten Dam       | 13 november 1980  | Nederland        |                           |                          |
| Bert De Backer        | 2 april 1984      | België           |                           | Vital Concept            |
| Tom Dumoulin          | 11 november 1990  | Nederland        |                           |                          |
| Johannes Fröhlinger   | 9 juni 1985       | Duitsland        |                           |                          |
| Simon Geschke         | 13 maart 1987     | Duitsland        |                           |                          |
| Chad Haga             | 26 augustus 1988  | Verenigde Staten |                           |                          |
| Chris Hamilton        | 18 mei 1995       | Australië        | Avanti IsoWhey Sports     |                          |
| Lennard Hofstede      | 29 december 1994  | Nederland        | Rabobank Development Team |                          |
| Lennard Kämna         | 9 september 1996  | Duitsland        | Stölting Service Group    |                          |
| Wilco Kelderman       | 25 maart 1991     | Nederland        | Team LottoNL-Jumbo        |                          |
| Søren Kragh Andersen  | 10 augustus 1994  | Denemarken       |                           |                          |
| Sindre Skjøstad Lunke | 17 april 1993     | Noorwegen        |                           |                          |
| Michael Matthews      | 26 september 1990 | Australië        | Orica-BikeExchange        |                          |
| Sam Oomen             | 15 augustus 1995  | Nederland        |                           |                          |
| Georg Preidler        | 17 juni 1990      | Oostenrijk       |                           | FDJ                      |
| Ramon Sinkeldam       | 9 februari 1989   | Nederland        |                           | FDJ                      |
| Tom Stamsnijder       | 15 mei 1985       | Nederland        |                           |                          |
| Mike Teunissen        | 25 augustus 1992  | Nederland        | Team LottoNL-Jumbo        |                          |
| Albert Timmer         | 13 juni 1985      | Nederland        |                           |                          |
| Zico Waeytens         | 29 september 1991 | België           |                           | Veranda's Willems-Crelan |
| Max Walscheid         | 13 juni 1993      | Duitsland        |                           |                          |

#### Vertrokken
| Naam               | Ploeg 2017                           |
| ------------------ | ------------------------------------ |
| John Degenkolb     | Trek-Segafredo                       |
| Caleb Fairly       | Gestopt                              |
| Lars van der Haar  | Telenet-Fidea Lions                  |
| Cheng Ji           | Gestopt                              |
| Carter Jones       | Gestopt                              |
| Koen de Kort       | Trek-Segafredo                       |
| Fredrik Ludvigsson | Team Soigneur-Copenhagen Pro Cycling |
| Tobias Ludvigsson  | FDJ                                  |
| Tom Veelers        | Gestopt                              |

## Overwinningen
Cadel Evans Great Ocean Road Race
Winnaar: Nikias Arndt
Ronde van Oman
3e etappe: Søren Kragh Andersen
Ruta del Sol
Bergklassement: Georg Preidler
Ronde van het Baskenland
1e etappe: Michael Matthews
Ronde van Italië
10e etappe: Tom Dumoulin
14e etappe: Tom Dumoulin
Eindklassement: Tom Dumoulin
Hammer Series
3e etappe: Team Sunweb
Critérium du Dauphiné
5e etappe: Phil Bauhaus
Ronde van Zwitserland
3e etappe: Michael Matthews
Nationale kampioenschappen wielrennen
Nederland - tijdrit: Tom Dumoulin
Nederland - wegrit: Ramon Sinkeldam
 Oostenrijk - tijdrit: Georg Preidler
Ronde van Frankrijk
13e etappe: Warren Barguil
14e etappe: Michael Matthews
16e etappe: Michael Matthews
18e etappe: Warren Barguil
Puntenklassement: Michael Matthews
Bergklassement: Warren Barguil
BinckBank Tour
Eindklassement: Tom Dumoulin
Ronde van Denemarken
5e etappe Max Walscheid
Wereldkampioenschappen wielrennen
Ploegentijdrit: Team Sunweb*
Individuele tijdrit: Tom Dumoulin
* Team op het WK bestond uit: Søren Kragh Andersen, Tom Dumoulin, Lennard Kämna, Wilco Kelderman, Michael Matthews en Sam Oomen.
Mannen: 1999 · 2000 · 2001 · 2002 · 2003 · 2004 · 2005 · 2006 · 2007 · 2008 · 2009 · 2010 · 2011 · 2012 · 2013 · 2014 · 2015 · 2016 · 2017 · 2018 · 2019 · 2020 · 2021 · 2022 · 2023 · 2024 · 2025
Vrouwen: 2011 · 2012 · 2013 · 2014 · 2015 · 2016 · 2017 · 2018 · 2019 · 2020 · 2021 · 2022 · 2023 · 2024 · 2025
AG2R-La Mondiale · Astana Pro Team · Bahrain-Merida · BMC Racing Team · BORA-hansgrohe · Cannondale-Drapac · Team Dimension Data · FDJ · Katjoesja-Alpecin · Team LottoNL-Jumbo · Lotto Soudal · Movistar Team · Orica-Scott · Quick Step · Team Sky · Team Sunweb · Trek-Segafredo · UAE Team Emirates